# Xiaoyue (köpinghuvudort i Kina, Zhejiang Sheng, lat 30,07, long 120,93)
Xiaoyue är en köpinghuvudort i Kina. Den ligger i provinsen Zhejiang, i den östra delen av landet, omkring 76 kilometer öster om provinshuvudstaden Hangzhou. Antalet invånare är 35 282. Befolkningen består av 17 348 kvinnor och 17 934 män. Barn under 15 år utgör 10,0 %, vuxna 15-64 år 78 %, och äldre över 65 år 10,0 %.
Runt Xiaoyue är det tätbefolkat, med 790 invånare per kvadratkilometer. Närmaste större samhälle är Shangyu, 8,2 km sydväst om Xiaoyue. Trakten runt Xiaoyue består till största delen av jordbruksmark.
Genomsnittlig årsnederbörd är 1 912 millimeter. Den regnigaste månaden är juni, med i genomsnitt 316 mm nederbörd, och den torraste är november, med 74 mm nederbörd.